# 1732 w muzyce
Wydarzenia muzyczne w 1732 roku.

## Dzieła
- Pietro Locatelli – 12 sonat na flet, wiolonczelę i basso continuo – op. 2
- Jan Dismas Zelenka – Crudelis Herodes w g

## Dzieła operowe
- Antonio Vivaldi – La fida Ninfa

## Urodzili się
- 2 stycznia – František Xaver Brixi, czeski organista i kompozytor (zm. 1771)
- 18 lutego – Johann Christian Kittel, niemiecki kompozytor, organista, pedagog (zm. 1809)
- 24 marca – Gian Francesco de Majo, włoski kompozytor (zm. 1770)
- 31 marca – Joseph Haydn, austriacki kompozytor (zm. 1809)
- 21 czerwca – Johann Christoph Friedrich Bach, niemiecki kompozytor (zm. 1795)

Data dzienna nieznana
- François-Henri Clicquot, francuski organmistrz (zm. 1790)

## Zmarli
- 17 lutego – Louis Marchand, francuski organista, klawesynista i kompozytor okresu baroku (ur. 1669)